# タイムパトロール (藤子・F・不二雄)
本項では、藤子・F・不二雄（以下、藤本）の漫画作品『ドラえもん』、『T・Pぼん』、『マイホーム』に登場する組織「タイムパトロール」について扱う。それぞれの作品は独立しており、全作品で設定を共有する組織が存在するわけではない。
アニメ、ゲームなどへの登場についても言及するが、それらの作品は藤本主導で作られたわけではない。藤本没後の作品についても言及するが、それらの作品に藤本は関わっていない。これらの作品については区別して述べる（アニメなどのオリジナル作品には★、藤本没後の作品には▲を併記）。

## 作品によるタイムパトロールの任務の差異
『ドラえもん』と『マイホーム』ではタイムトラベルを用いた犯罪（時間犯罪）の捜査・取り締まりが描かれているが、『T・Pぼん』では主に歴史に関わらない人物の救命活動が描かれている。
『映画ドラえもん のび太の絵世界物語』では両方の要素を持ち合わせて描かれており、特に小説版では「全時代において、不幸な死を遂げたり、時のはざまに陥った人たちを助ける未来の組織」と説明され、『T・Pぼん』の設定に基づいたものとなっている。

## ドラえもん
漫画『ドラえもん』にタイムパトロールが登場する場面について述べる。巻数は特記のない限りてんとう虫コミックス。
1973年「未来世界の怪人」（4巻。初出時は無題）
未来の宇宙ロケット強盗犯（現代へ逃亡し、自分の正体を知ったのび太、ドラえもん、ジャイアンを消そうとした男）を間一髪で逮捕する。警察官同様の服装で、制帽の前章は「P」の文字。全員がサングラスを掛けており、素顔は分からない。熱線銃で武装している。
1979年『ドラえもん のび太の恐竜』
ドルマンスタインとそれに雇われた恐竜ハンター（時間犯罪者の一種）を逮捕するために、偵察用の小型カメラで時空間（タイムマシンの走行する空間）を監視したり、白亜紀の基地の位置を捜索する場面が描かれている。ドラえもんとのび太をおびき寄せるために基地の入り口を晒したところを発見し、メガロポリスにあるタイムパトロール本部（同作では2314年のメガロポリスにあるドルマンスタイン邸が描かれているが、タイムパトロール本部がある年代は明記されていない）から出動し逮捕に向かう。
タイムマリン
タイムパトロールの巡視船。
「タイムマリン」は映画の図解記事などで用いられた名称で、漫画の作中には登場しない（後述の「タイムスキッパー」なども同様）。
以下は、映画書籍のメカ図解に記された情報と、劇中映像から確認できる情報。形状はロケットのような艦首と目玉のようなライトに、丸みをおびた潜水艦のような司令塔とパトランプ、司令塔後部のデッキ、両側に伸びる主翼とエンジンが特徴。武装は司令塔直下の2連装レーザー砲塔と、司令塔後部のデッキに備え付けられたT.Pミサイル。電子装備はレーダーと時間通信装置にくわえ、艦首にはタイムソナーが内蔵されている。推進機関としては、主翼などにそなえつけられた原子力エンジンと、船体下部のVTOL機のような四つのタキオンエンジンがある。そのほか、海上航行用と思われるスクリューも2基ほどある。エンジンは原子炉と超四次元振動機が備えられている。船内への入り口は、司令塔に設けられた舷窓付きハッチと、側面ハッチがある。またカラーリングは青と白が船体に塗られ、司令塔には「T.P」のマーキングが施されている船もある。
のちのドラえもん作品にも多く登場するタイプで、若干のデザインの違いもある。

タイムボール
タイムパトロールが使用する偵察用小型機器。アンテナの付いた丸い胴体に眼球状のカメラが搭載されている。白色。
1982年「石器時代のホテル」（38巻。初出時のエピソード名は「昔はよかったなあ」）
2万年前の世界でサーベルタイガーに襲われたドラえもんたちを助け、現代へと送り返す。
1988年『ドラえもん のび太の日本誕生』
ギガゾンビの陰謀を阻止するために、7万年前へ出動する。この際、ギガゾンビの警戒の目を逸らすため、隠密行動という形でタイムマシンごとマンモスに変装してアジトを捜索していた。ギガゾンビの妨害工作によって時空間が歪んでおり、応援要請が困難な状況であったが、隊員が遭難していたのび太を救助し、アジト捜索の協力を得た。物語の終盤、7万年前に存在してはいけない動物（22世紀では、空想動物サファリパーク内などで確認することができるが、その当時では架空動物）であるグリ（グリフォン）・ドラコ（ドラゴン）・ペガ（ペガサス）をのび太から引き受ける。
1994年『ドラえもん のび太の創世日記』
時間を自由に飛び回る昆虫人（別の地球の知的生命体であり、航時法を知らないため時間犯罪者とは呼べない存在）を不正タイムトラベラーとして追うが、時空間の支流（歴史の分かれ目）に逃げられてしまう（支流の存在はドラえもんの道具の「創世セット」で地球を製作した際に新しく生み出されたものであるため、タイムパトロールは知らなかった）。
なお、本作では昆虫人を発見するため時空間で検問も行なっており、自分の夏休みの自由研究を先取りするために未来（新学期の初め）に向かったのび太を止め、時間旅行の目的・出発した時代・向かう時代・名前・住所・学校名などを矢継ぎ早に質問していた（ただし途中で昆虫人を発見したという通信が入り逮捕に向かったため、のび太は何一つ答えていない）。

### 藤本没後の漫画
一部のみを記す。
- ▲ - 藤本没後のオリジナル作品（漫画、アニメ、または両方）。

1997年『ドラえもん のび太の南海大冒険』▲
Mr.キャッシュとDr.クロンの手によって、17世紀に存在するアジトに来られないように細工をされてしまうが、のび太たちの活躍によってその時代に来ることができ、陰謀を阻止する。イルカの隊員が登場という珍しい作品でもある。
タイムパトロールの大型巡視船
映画には、それまでと比べると巨大な巡視船が登場する。
以下は、劇中映像から確認できる事項。レーザー砲が大型化されているが、1980年の映画『のび太の恐竜』で描かれていたT.Pミサイルはなく、後部デッキが大幅に拡大され、そこに通常の大きさの巡視船1隻が着艦している場面が描かれている（推定で3、4隻は搭載できる大きさ）。推進機関としては船尾にある3つの巨大なエンジン口、6つのタキオンエンジン、主翼の原子力エンジンらしき形状のものが確認できる。司令塔後部には展望室らしき窓が確認できる。
2003年『ドラえもん のび太とふしぎ風使い』▲
ドラえもんがストームを倒した後、ストームを逮捕するために登場。
2019年『ドラえもん のび太の新恐竜』▲
猿に変装していたジルが、その時代にやってきたドラえもんたちの行動を監視。長官であるナタリーと連絡を取り合っていた。のび太が恐竜の大量絶滅を防ぐため、逆時計を使い隕石を宇宙へ返そうとした瞬間にタイムスキッパー（巡視船）で乗り込み、歴史の改変を阻止するために拘束する。しかし、ジルが所持していた「チェックカード」がのび太とキューに反応を示すと拘束を解き、以降のドラえもんたちの行動に干渉せず、見守る立場になる。全てが終わった後、ドラえもんたちを元いた時代へ送り届けた。ドラえもん本編では初の女性長官が登場するほか、一時的とはいえドラえもんたちと対立し、「チェックカード」を使用した以降の行動が『T・Pぼん』と同様であるなど、これまでにない形で物語に深く関わっている。

### テレビアニメ
一部のみを記す。
- ★ - アニメオリジナル作品。
- ▲ - 藤本没後のオリジナル作品（漫画、アニメ、または両方）。
- △ - 藤本没後のアニメ化。

1期
- 1980年1月1日「タイムマシンでお正月」★
- 1998年12月18日「サンタバッグでクリスマス」★▲
- 2002年3月30日「謎の四次元カバン」△（漫画「未来世界の怪人」のアニメ版）
- 2003年10月4日「ツアーロボット」★▲

2期
- 2009年6月26日「のび太を愛した美少女」★▲
- 2010年10月15日「迷宮お菓子ランド」★▲
- 2014年8月1日「なんでも空港」△ - 1時間スペシャル内で放送。藤本の漫画ではQ太郎、怪物くん、デンカ、魔美が、アニメ第2作第1期ではパーマン、魔美、デンカが登場しているが、本放送ではパーマン、魔美、デンカの他、『すすめロボケット』『チンプイ』などの他のキャラクター登場。その中で『T・Pぼん』の並平凡とリーム・ストリームも登場。
- 2015年9月4日「のび太特急と謎のトレインハンター」★▲

### 映画
1995年『2112年 ドラえもん誕生』★
捕らえていた時間犯罪者（ドルマンスタイン）を逃してしまい、ドラえもんの協力で再逮捕する。そのお礼として特別製のミニドラ（ドラえもん同様に耳の無いミニドラ）をプレゼントする。
序盤のオーディションの場面では、ドラ・ザ・キッドの早撃ちの腕を見込み、採用ボタンを押す場面が描かれている。
2006年『ドラえもん のび太の恐竜2006』△
リメイク作品のため、旧作と行動はほぼ同じだが、最終盤でドラえもんたちを日本の位置の海まで送り届けない点は旧作とは異なる。
タイムスキッパー
タイムパトロールの巡視船。1980年の映画の記事では「タイムマリン」と記載されていたが、本作の記事では「タイムスキッパー」の名称が用いられている。
以下は、劇中映像から確認できる事項。1980年の映画に登場した巡視船と似た形状をしているが、レーザー砲、ミサイルなどの武装、タキオンエンジンが廃されている。代わりに艦尾に巨大なノズルのエンジンが設置され、レーザー砲があった位置には大きな舷窓が設ある。艦首下部には引っ込み式のタラップや、着陸脚がある。1980年の映画ではなかったマーキングとして、司令塔に赤いラインが１本ないし3本付けられ「時警」の文字がある。船尾には「あらなみ」「いそなみ」などの船名がマーキングされている。その後のテレビアニメにもにたびたび登場している。

2012年『ドラえもん のび太と奇跡の島 〜アニマル アドベンチャー〜』▲
同作に登場する悪役、シャーマンとその部下達の引き渡し先として名前のみ登場。
2016年『ドラえもん 新・のび太の日本誕生』△
リメイク作品。
ギガゾンビの陰謀を阻止するために、ドラミと共に7万年前へ乗り込む。原作漫画・旧作アニメ映画とは異なり、マンモスに変装しての調査は行っておらず、本作の一件が時間犯罪事件であることに気付いたドラミの通報によって出動し、時空間からギガゾンビのアジトに巡視船で直接乗り込む。
タイムパトロール隊長・隊員として『T・Pぼん』のキャラクター（字幕放送ではそれぞれ「凡」「ユミ子」「リーム隊長」と記載。ゲーム版でもリーム隊長と表記あり）がカメオ出演しており、隊員が身に着けるバッジやブレスレットは『T・Pぼん』の装備のデザインを取り入れたものになっている。『ドラえもん』本編にタイムパトロールの女性が描かれるのは初。
タイムパトロールの巡視船
以下は、劇中映像から確認できる事項。映画『のび太の恐竜 2006』に登場したものとほぼ同じ形状をしているが、それまでのものと比べ大型化している。武装はしていない。船体下部にはタキオンエンジンと同じ形状のVTOL機のような垂直エンジンが4つある。船体側面に階段状のタラップがあり、これを使用して隊員が現場に降り立つ場面が描かれた。TPと書かれた黄色と赤のロゴがマーキングされている（それまでの作品にはなかったデザイン）。
2023年『ドラえもん のび太と空の理想郷』★▲
三賢人を逮捕するため、22世紀の北極海に潜んでいたパラダピアの元へ艦隊で現れる。包囲作戦を展開するも通信を傍受していた三賢人がパラダピアを時空移動させたため、取り逃がしてしまう。パラダピアに潜入したマリンバと協力しており、最終的には彼女の通報を受けてレイ博士の逮捕に成功する。
2025年『ドラえもん のび太の絵世界物語』★▲
タイムハンターであるコソ・ドロイロを逮捕するため、隊員のパルがアートリア公国で美術商人として調査を行っていた。
本作のタイムパトロールは追跡や移動にタイムボートを使用し、タイムトリッパーの救出に関しては「歴史を変えないと判断した時に限る」（小説版）とされているなど、『T・Pぼん』のデザインや設定を取り入れたものになっている。

### テレビゲーム
1994年『ドラえもん3 のび太と時の宝玉』★
タイムパトロールは未来の大臣であるダウトの圧力で身動きが取れず、それどころかその圧力に屈してドラえもんたちを逮捕しようとするなど、ほとんど敵といっても良い存在になっている。

### 時空犯罪者
タイムパトロールが追う犯罪者。なお、時空犯罪者が登場してもタイムパトロールが登場しない作品（2009年版「未来世界の怪人」、ゲーム『ギガゾンビの逆襲』）や、タイムパトロールが登場しても時空犯罪者が登場しない作品（『のび太の創世日記』）も存在する。
- 未来世界の怪人
- ドルマンスタインと黒い男（『恐竜』）
- ギガゾンビ（『日本誕生』、ゲーム『ドラえもん ギガゾンビの逆襲』★にも登場）

藤本没後の漫画・アニメ映画のみ
- Mr.キャッシュ、Dr.クロン▲（『南海大冒険』）
- ストーム▲（『ふしぎ風使い』）

藤本没後のアニメ映画のみ
- レイ博士★▲（『空の理想郷』）
- コソ・ドロイロ★▲（『絵世界物語』）

ゲームのみ
- ニーモ、ダウト★（『時の宝玉』）

## T・Pぼん
『T・Pぼん』では、一般人にタイムマシンやタイムパトロールの活動を知られることは禁忌とされている（知られた場合は「歴史を変えてその存在自体を抹消する（生まれてこなかったことにする）」「タイムパトロールの隊員にする」などの手段を取ろうとする）。『ドラえもん』と『マイホーム』ではそのような描写は存在しない。

## マイホーム
SF短編漫画『マイホーム』（一覧のNo.105を参照）では石炭紀でタイム分譲地を売ろうとした悪質業者を逮捕する。